# Plaza Chica de Zafra

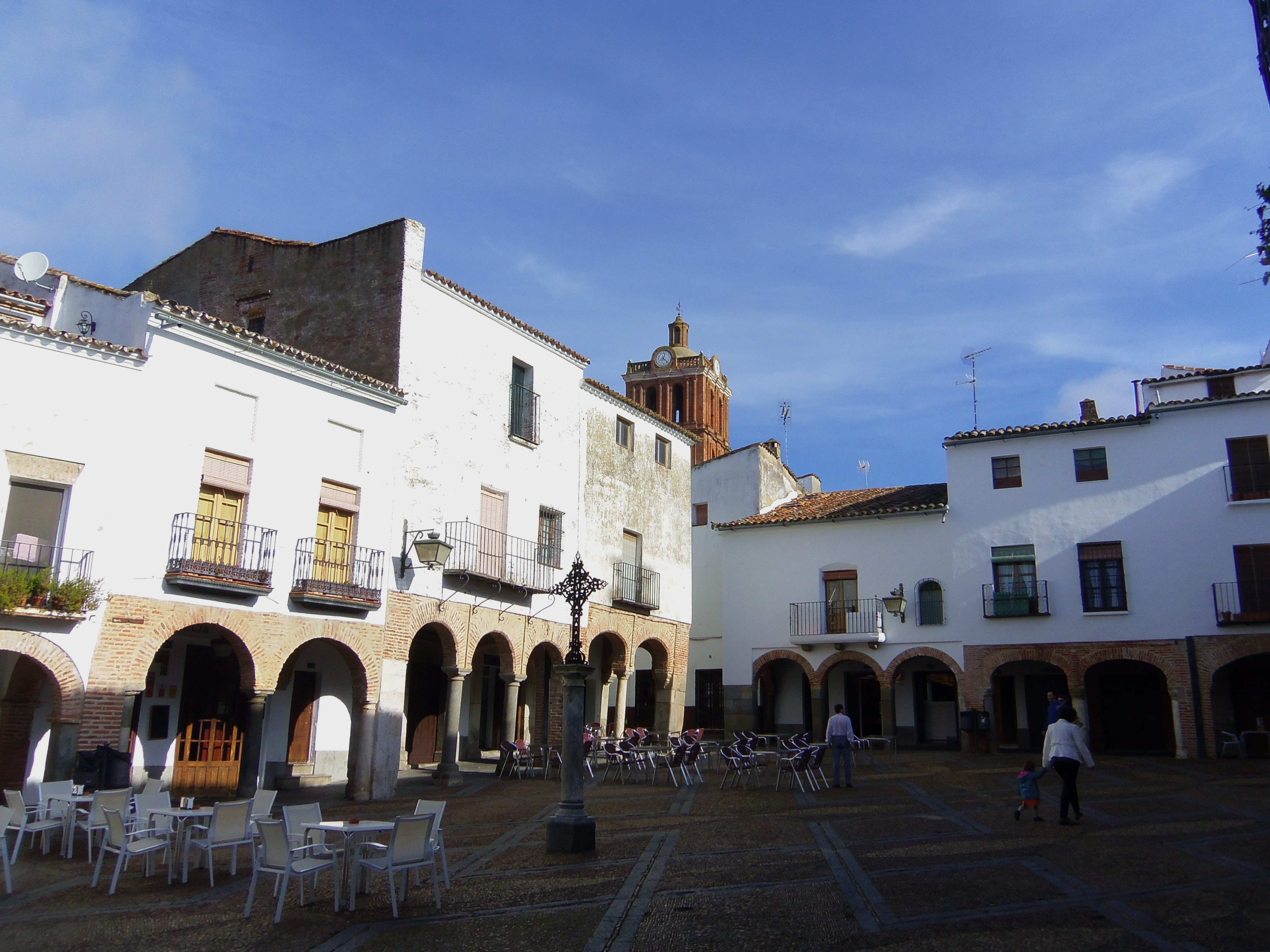
Plaza Chica de Zafra

La Plaza Chica de Zafra es la más pequeña y antigua de los dos plazas porticadas de la ciudad de Zafra: la Plaza Grande y la Plaza Chica, comunicadas ambas por medio del Arquillo del Pan. Además de por este arquillo situado en su ángulo sureste, se puede acceder a la plaza por dos calles situadas en su ángulos noreste y noroeste. La plaza está porticada en sus caras norte, este y sur pero no por su cara oeste, cara ocupada por el actual Palacio de Justicia, otrora Ayuntamiento de Zafra y antes residencia nobiliaria de segundones de la Casa de Feria.
Plaza histórica por excelencia de Zafra, a lo largo de su dilatada existencia ha tenido muchos nombres como plaza de Isabel II, plaza de la Libertad..., pero hoy se le conoce por el nombre popular que siempre le dio Zafra, el de Plaza Chica. 

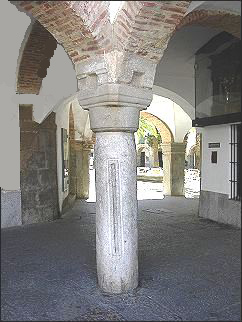
Vara de Zafra

Sus soportales apoyados sobre arcos de ladrillos, sin recubrimiento tras la última reforma de 1975, que descansan en columnas de mármol y pilastras de granito de variados estilos y formas, acogieron en un pasado al comercio local de la villa; hoy acogen a los clientes de los bares que dan vida a la misma y nos deleitan con sus raciones, entre las que destacan las célebres alitas de pollo. Su espacio central, testigo del ir y venir de la gente, acoge una cruz de forja sobre una columna de mármol y es escenario de teatro y música en algunas de las fiesta de la ciudad.
La Plaza Chica cobija en los soportales del Arquillo del Pan el retablo de la Virgen de la Esperancita y en la columna más cercana a dicho arquillo la famosa Vara de Zafra, en otro tiempo referencia de medida para los comerciantes que se asentaban en la plaza y hoy testimonio vivo de un pasado no tan lejano, pero ya casi remoto.
- Datos: Q6079477
- Multimedia: Plaza Chica, Zafra / Q6079477